# Невидимия (филм)
„Невидимия“ (на английски: The Invisible Man) е научнофантастичен филм на ужасите от 2020 година, написан и режисиран от Лий Уанел, базиран на едноименния роман, написан от Хърбърт Уелс. Във филма участват Елизабет Мос, Алдис Ходж, Сторм Рийд, Хариет Дайър, Майкъл Дорман и Оливър Джаксън-Коен. Филмът е пуснат в Съединените щати на 28 февруари 2020 г. Получава позитивни отзиви от критиците, с похвала на изпълнението на Мос. Излъчването на филма в кината е прекратено преждевременно заради пандемията от COVID-19 и той е достъпен за дигитално излъчване под наем, след като три седмици е пуснат премиерно.

## Актьорски състав
| Актьор              | Роля                         |
| ------------------- | ---------------------------- |
| Елизабет Мос        | Сесилия Кас                  |
| Оливър Джаксън-Коен | Ейдриън Грифин               |
| Алдис Ходж          | Джеймс Ланиър                |
| Сторм Рийд          | Сидни Ланиър                 |
| Хариет Дайър        | Емили Кас, сестра на Сесилия |
| Майкъл Дорман       | Том Грифин                   |